# Papes dans la fiction
 (janvier 2025).
- Si vous ne connaissez pas le sujet, laissez ce bandeau (vous pouvez alors contacter les auteurs).
- Si vous supprimez le contenu mis en cause (vous pouvez préalablement contacter les auteurs),

argumentez précisément cette suppression dans la page de discussion
(un manque de référence n'est pas un argument ; une recherche réelle de référence doit avoir été effectuée, être formellement documentée).
Les papes fictifs ou imaginaires sont un sujet très répandu dans les arts et la culture populaire tel que la littérature, le cinéma et la télévision,.

## Liste des papes dans la fiction

### Femme pape
- La Papesse Jeanne incarne le mythe d’une « femme pape » ou « papesse ».
- Geziale : Papesse et « Grande Prêtresse de l'Ère du Verseau » dans La Papesse (1975) film de Mario Mercier
- La papesse Ludovique, dans la série Sky-Doll (2000-), bandes dessinées de Barbara Canepa et Alessandro Barbucci.
- Leslie 12, papesse en 6666, dans 6666 (BD) suite de 666 par Froideval et Tacito (Glénat - Collection Zenda. en cours).

### Pape Amen
- Amen Ier et Amen II dans  "Saint Leibowitz and the Wild Horse Woman" (1997), roman de Walter M. Miller, Traduit en français chez Denoël, Présence du futur sous le titre "L’héritage de Saint Leibowitz"[3].

### Pape Benoît
- Benoît XV (pape de 1437 à 1470) et Benoît XVI (1470-1499), dans L’Anneau du pêcheur (1994), roman de Jean Raspail, et dans Le Porteur de lumière (1996), roman de Gérard Bavoux.
- Benoît XVI dans la pièce Le pape kidnappé de João Bethencourt.

### Pape Carmody
- Carmody, pape dans 666 (BD) de Froideval et Tacito (Glénat - Collection Zenda. 2000).

### Pape Célestin
- Célestin VI (Giovanni Papini) dans Lettres aux hommes du pape Celestin VI (1948)
- Célestin VI (Michel Piccoli) dans Habemus papam de Nanni Moretti (2011).

### Pape Clément
- Clément XV, de son vrai nom Michel Collin, était prêtre, membre de la Congrégation du Sacré-Cœur. Il fut réduit à l'état laïc en 1951, après s'être autoproclamé pape sous le nom de Clément XV. Son mouvement se prolongea à Saint-Jovite au Canada : les Apôtres de l'amour infini[4]. Il prédit qu'une catastrophe mondiale devait se produire le 20 février 1969. Il aurait nommé son successeur comme pape et chef du mouvement établi à Saint-Jovite en la personne de Jean-Gaston Tremblay/Grégoire XVII. Il mourut en 1974.
- Clément XV, pape de Rome et Bonaforte, pape de New City (New York rebaptisée après une guerre nucléaire) dans le roman de Lester Del Rey Le Onzième Commandement (1962).
- Clément XV, pape de Rome dans le roman de Steve Berry : Le Troisième Secret (2006).
- Clément XV, dans Le Pont des Anges de Philippe Le Guillou (2012)

### Pape Cyrille
- Cyrille Ier, dans Les Souliers de saint Pierre (1963), roman de Morris West et dans son adaptation (1968) de Michael Anderson.

### Pape Ernest
- Ernest Ier, dans  Le pape a disparu, roman de Nicolas Ancion (2012), qui prend pour héros le premier pape belge[5].

### Pape François
- Francesco Ier, dans Sur la route de Gandolfo (1975), roman de Robert Ludlum.
- François Ier, dans Le Vicaire du Christ (1979), roman de Walter F. Murphy. Declan Patrick Walsh, héros de la guerre de Corée, ancien président de la Cour suprême des États-Unis, devenu simple moine, devient le premier pape nord-américain.
- François II, un pape dans la mini-série The New Pope (2019) de Paolo Sorrentino, interprété par Marcello Romolo.

### Pape Grégoire
- Grégoire XVII, série de trois antipapes.
- Grégoire XVII, dans Les Bouffons de Dieu (1981), un livre de Morris West : le pape est le héros qui doit annoncer la fin du monde mais la Curie le force à démissionner.
- Grégoire XVII pape de 2030 à 2080 et Grégoire XVIII son successeur, plusieurs romans de La Compagnie des glaces, de Georges-Jean Arnaud.
- Grégoire XVII, dans New-Messiah.com (tome 2), bande dessinée de Jesus Redondo et Pierre-Paul Verelst (2008)[6].
- Grégoire XVII dans La porte de Bronze (2018), roman d'Emmanuel Cruvelier : pape détenteur du secret de Rennes-le-Château, qui entreprend un bouleversement théologique au Vatican. Il succède à trois papes fictifs, simplement évoqués dans le roman Clément XV, Sixte VI et Clément XVI.
- Grégoire XX, le dernier pape, dans la nouvelle Le Dernier Pape (1903) d'Edmond Haraucourt.

### Pape Hadrien
- Hadrien VII, pape anglais dans le roman éponyme de Frederick Rolfe (le Baron Corvo).

### Pape Hieronymus
- Hieronymus 1er, dans le film Bloody Mallory (2002) de Julien Magnat interprété par Laurent Spielvogel

### Pape Honorius
- Honorius V, dans la nouvelle Le Boomerang de Gene Wolfe.

### Pape Hyacinthe
- Hyacinthe Ier, dans Le Pape a disparu (1972), Le Pape reparaît (1973) et Le Pape meurt à Jérusalem (1989), trois romans de Gérard Bessière illustrés par Piem.

### Pape Innocent
- Innocent XIV dans le film Conclave sorti en 2024.

### Pape Jean
- Jean XX : dans la numérotation des papes Jean, le pape Jean XX n'existe pas. Il n'y a pas eu non plus d'antipape Jean XX.
- Jean XXIV, dans Le Triangle secret de Didier Convard.
- Jean XXIV, Pie XIII, Sylvestre III, Thomas Ier et Thomas II dans Vatican 2035, roman de Pietro de Paoli.
- Jean XXIV, pape d'origine suisse de la trilogie romanesque Un pape suisse de Jacques Neirynck.
- Jean XXIV, dans Le dieu noir de Philippe Le Guillou (1987).
- Jean XXIV, dans Le Maître de la terre de Robert Hugh Benson (1907).

### Pape Jean-Baptiste
- Jean-Baptiste Ier dans le roman Le successeur de Pierre de Jean-Michel Truong.

### Pape Jean-Clément
- Jean Clément Ier, interprété par Terence Stamp dans le film Meurtre au Vatican de Marcello Aliprandi.

### Pape Jean-Paul
- Jean-Paul III, un pape Britannique dans la mini-série The New Pope (2019) de Paolo Sorrentino, interprété par John Malkovich.
- Jean-Paul V, dans Rama II, roman d’Arthur C. Clarke et Gentry Lee.
- Jean-Paul VI et Jean-Paul VII, dans Les Illuminés (1997), roman de Georges-Jean Arnaud (éd. Fleuve Noir).

### Pape Léon
- Léon XIV, pape successeur de Grégoire XVII dans Les Bouffons de Dieu et Lazare de Morris West
- Léon XIV, pape dans le film Saving Grace (1986). À noter qu’un pape Léon XIV est effectivement élu en 2025[7].
- Léon XVIII, pape de 2346 à 2362, dans La Compagnie des Glaces, de G-J Arnaud.

### Pape Luc
- Luc Ier dans Anges et Démons de Dan Brown.

### Pape Mathias
- Mathias Ier, pape en 2006 dans L'Évangile selon Satan de Patrick Graham.

### Pape Miltiade
- Miltiade II, dans Le Dieu noir de Philippe Le Guillou (1987).

### Pape Nicolas
- Nicolas VI, dans L’Icône sans nom (1997), roman de Gordon Thomas.

### Pape Paul
- Paul VII, dans La soutane rouge de Roger Peyrefitte (1983)
- Paul IX, dans 32 décembre (2003), bande dessinée d’Enki Bilal.

### Pape Paul-Antoine
- Paul-Antoine Ier et Paul-Antoine II dans La soutane rouge de Roger Peyrefitte (1983)

### Pape Pie
- Pie 3,14, dans L'Empire des anges (2000), roman de science-fiction de Bernard Werber. C'est un pape informatique pensé par un personnage du livre Jacques Nemrod qui réformera l’Église sans erreurs, avec objectivité et qui sera ainsi le plus proche de la vérité. C'est aussi le nom du pape (humain, cette fois) qui apparaît dans Les Micro-Humains (2013) du même auteur.
- Pie XIII, dans le roman "La papesse du diable" de Jehan Sylvius et Pierre de Ruynes (1931).
- Pie XIII, dans Réforme au Vatican, in Clopinettes, bande dessinée de Mandryka et Gotlib (Dargaud, 1974) : l’histoire d’un pape qui devient hippie.
- Pie XIII, selon la True Catholic Church (petit groupe schismatique de l'Église catholique)
- Pie XIII, premier pontife italo-américain dans les mini-séries The Young Pope (2016) et The New Pope (2019) de Paolo Sorrentino, interprété par Jude Law.
- Pie XIV, dans Le Prix du pardon (2000), nouvelle de science-fiction de Matthieu Walraet.
- Pie XV, pape de 2080 à 2088, dans La Compagnie des Glaces, de G-J Arnaud.
- Pie XVI, dans Anges et Démons de Dan Brown.

### Pape Pie-Innocent
- Pie-Innocent Ier ; dans Le dernier pape (The last Pope)[8], roman de Jerry Marcus (1997)

### Pape Pierre
- Pierre II dans l'Évangile selon Satan (2006) de Patrick Graham (éd. Anne Carrière).
- Pierre le Romain, pape devant annoncer l'apocalyse selon la prophétie de saint Malachie.

### Pape Ramon
- Ramone dans Bikini Bandits (2002), film de Steven Grasse (en) interprété par Dee Dee Ramone

### Pape Sixte
- Sixte VII, dans Bonnes nouvelles du Vatican, nouvelle de Robert Silverberg qui évoque l'élection par le Sacré Collège d'un robot.

### Pape Teilhard
- Teilhard Ier, dans La Chute d’Hypérion (1992), roman de Dan Simmons.

### Pape Thomas
- Thomas Ier dans Vatican 2035 de Pietro de Paoli, roman de religion-fiction (Plon 2005).

### Pape Urbain
- Urbain IX :
  - dans Urbain IX (1974), roman de Bruce Marshall.
  - dans Monsignore (1976), roman de Jack-Alain Léger.
- Urbain X, dans Candide de Voltaire.
- Urbain XVI, dans La Chute d’Hypérion (1992), roman de Dan Simmons.

### Pape Zinedine
- Zinedine Ier dans le roman Le Successeur de Pierre de Jean-Michel Truong.

### Autres
- Pignon IV, dans Cars 2 (2011), film d'animation Pixar.
- Le pape, toujours appelé par son titre et dont on ne connaît pas le nom, dans la série télévisée Popetown.
- Le pape, interprété par Éric Naggar dans le téléfilm Les Voies impénétrables.
- Le pape, interprété par Jean Collomb dans le film L'aventure c'est l'aventure.
- Le pape (Sa Sainteté le pape, l'évêque de Rome) dans l'épisode Extremis de Doctor Who.

## «Pontifictionnologie»
L'humoriste suisse Daniel Rausis collectionne et recense les documents concernant les papes fictifs. Il a lui-même nommé l'étude de ces papes la « pontifictionnologie ».

## Sources
- (es) « El Papa y el cine: 15 películas en las que el Santo Padre fue protagonista », infobae, 15 février 2013.
- (en) Mark Lawson, Why are there so many papal plots in fiction?, The Guardian, 16 septembre 2016.
- (es) Juan Carlos Ugarelli, « Ficciones sobre Papas, reales e imaginarios », Cine Encuentro, 19 janvier 2018.
- Philippe Rocher, « Des ombres du pouvoir à l’écran : figures de cardinaux au cinéma (Europe et Amérique du Nord, 1945-2011) », Mélanges de l’École française de Rome - Italie et Méditerranée modernes et contemporaines, 130-1, 2018.
- (en) Jon M. Sweeney, « Popes in fiction : What do they say about us? », America Magazine: The Jesuit Review of Faith & Culture, vol. 220, no 9, 2019, p. 30-33.
- (en) Lis Marek, « Cinema as locus theologicus : Popes in film (from Leo XIII till Benedict XVI) », "Gemeinsam vorangehen" : Das Pontifikat von Papst Franziskus in der Diskussion, Kałuża Krystian (dir.), Zwick Reinhold (dir.), Colloquia Theologica, vol. 23, 2020, Uniwersytet Opolski,  (ISBN 978-83-65860-71-2), voir en particulier la note 23 p. 93.
- Robin Verner, Conclave et tous les autres… Mais pourquoi autant de films sur les papes ?, Marianne, 4 décembre 2024.
- Mélanie Hugon-Duc, Musée sauvage : Habiter la collection, Gollion, Musée de Bagnes et Infolio, 2022, 207 p. (ISBN 978-2-88968-074-0)